# Илија Несторовски
Илија Несторовски (Прилеп, 12. март 1990) је северномакедонски фудбалер који тренутно наступа за Асколи. Игра на позицији нападача.

## Успеси
Интер Запрешић
- Друга лига Хрватске (1) : 2014/15.[6]

Појединачни
- Најбољи стрелац Друге лиге Хрватске: 2013/14, 2014/15.[7][8]
- Најбољи стрелац Прве лиге Хрватске: 2015/2016.[9]
- Најбољи северномакедонски фудбалер у иностранству 2016.[10]
- Идеални тим Прве лиге Хрватске: 2016.[11]